# چانگدی
چانگدی (به لاتین: Changde) یک شهر مرکزی در جمهوری خلق چین است که در هونان واقع شده‌است.

## خصوصیات
چانگدی ۲٬۷۴۸٫۷ کیلومترمربع مساحت و ۵٬۷۱۷٬۲۱۸ نفر جمعیت دارد و ۳۵ متر بالاتر از سطح دریا واقع شده‌است.

## خواهرخوانده
شهر هیگاشی‌اومی، شیگا خواهرخواندهٔ چانگدی هست.